# Анатомия животных

Муравей

Анато́мия живо́тных (от др.-греч. ἀνά- + τομή «разрез»), также зоото́мия (от др.-греч. ζῷον «животное») — наука, которая занимается изучением внутреннего строения живых организмов, строением представителей царства Животные, структурным расположением систем органов, отдельных органов и тканей организма. Представители животного царства отличаются друг от друга по анатомическим особенностям, однако видам, принадлежащим к одному таксону (классу, например), присуще сходное анатомическое строение.
Первый на русском языке учебник по анатомии животных был издан в Москве в 1837 году (в двух частях) А. И. Кикиным.